# VluchtelingenWerk Nederland
De stichting VluchtelingenWerk Nederland is een niet-gouvernementele organisatie (NGO) die de belangen van vluchtelingen en asielzoekers in Nederland behartigt. Dat doet de organisatie vanaf het moment van binnenkomst tot en met de integratie in de Nederlandse samenleving, op basis van de Universele Verklaring van de Rechten van de Mens. Het uitvoerende werk wordt gedaan door betaalde krachten en een groot aantal vrijwilligers die zich bezighouden met zowel maatschappelijke als juridische begeleiding.

## Geschiedenis

### Voorgeschiedenis
Reeds tijdens de Tachtigjarige Oorlog en met name ten tijde van de Spaanse Furie vluchtten vele Zuid-Nederlanders naar de Noordelijke Nederlanden, later gevolgd door hugenoten vanuit Frankrijk die daar te maken kregen met geloofsvervolging.
In de 20e eeuw kreeg Nederland opnieuw te maken met vluchtelingen uit de directe buurlanden: reeds tijdens de Eerste Wereldoorlog vanuit België en in het interbellum vanuit Nazi-Duitsland.
Na de Tweede Wereldoorlog kwam in 1951 het VN-Vluchtelingenverdrag tot stand, waarbij Nederland ook partij werd, waarmee het zich verplichtte asielaanvragen van vreemdelingen in behandeling te nemen en deze zo nodig een verblijfsvergunning te verlenen. In 1965 kwam de Vreemdelingenwet 1965 tot stand, die in 1967 van kracht werd en later zou worden vervangen door de Vreemdelingenwet 2000.
In 1956/'57 waren naar aanleiding van de Hongaarse Opstand en de vluchtelingenstroom die daarna op gang kwam op vele plaatsen in Nederland organisaties ontstaan, die zich bezig hielden met vluchtelingenhulp. Lange tijd ontbrak echter een landelijke overkoepelende organisatie.

### Oprichting
Die aldoor ontbrekende landelijke overkoepelende organisatie werd opgericht in 1979, nadat in de jaren zeventig verschillende kerkelijke en politieke organisaties steeds meer actief werden in de vluchtelingenopvang. Deze organisaties verenigden zich op verzoek van de overheid, om gestructureerd te kunnen helpen bij de opvang van met name gevluchte Chilenen (sinds 1973) en Vietnamese bootvluchtelingen (sinds 1975). De eerste directeur van VluchtelingenWerk was Jacques Stuijt. Toen aan het einde van de jaren tachtig de overheid besloot vluchtelingen en asielzoekers te verspreiden over alle gemeenten in Nederland, groeide VluchtelingenWerk snel. Het streven was om een lokale werkgroep te vestigen in de nabijheid van alle vluchtelingen en asielzoekers in Nederland. VluchtelingenWerk Nederland heeft dat streven altijd gehandhaafd. Zo werden er steeds werkgroepen ingesteld in alle soorten opvang- en uitzetcentra die door de overheid in het leven werden geroepen.
In 2019 bestond de organisatie 40 jaar. De viering hiervan werd bijgewoond door koning Willem Alexander.

## Werkzaamheden
Zo'n 9000 vrijwilligers en 600 betaalde medewerkers geven in heel Nederland aan vluchtelingen juridische begeleiding bij de asielprocedure en maatschappelijke begeleiding bij het opbouwen van een nieuw bestaan in Nederland als zij een verblijfsvergunning verkrijgen.
De werkzaamheden van VluchtelingenWerk spelen zich af op individueel niveau, rond de vluchteling of asielzoeker, en op collectief niveau.
De werkzaamheden op individueel niveau zijn onder meer:
- Het begeleiden en adviseren van asielzoekers bij de asielprocedure.
- Het wegwijs maken van vluchtelingen in de gemeente waarin ze zijn komen te wonen.
- Het begeleiden van vluchtelingen bij de inburgering, onder meer door advisering op het gebied van werk, opleiding en dergelijke.
- Bemiddelen tussen vluchtelingen en instanties zoals het UWV WERKbedrijf en woningcorporaties.

De eerste activiteit behoort tot de kernactiviteit Asiel en de laatste drie activiteiten behoren tot de kernactiviteit Integratie. Op basis van een analyse van het persoonlijk vluchtverhaal, wordt door VluchtelingenWerk een individueel aanbod aan de asielzoeker/vluchteling gedaan tot persoonlijke begeleiding.
VluchtelingenWerk Nederland heeft drie kerntaken:
- Persoonlijke steun: via juridische begeleiding en maatschappelijke begeleiding.
- Beleidsbeïnvloeding: onder meer het signaleren van knelpunten in de asielprocedure.
- Het bevorderen van draagvlak voor asielzoekers en vluchtelingen in de samenleving.

Vluchtelingen hebben voor onbepaalde tijd recht op het bezoeken van juridische spreekuren van de dichtstbijzijnde vestiging van Vluchtelingenwerk, zolang het te maken heeft met hun asielstatus. Ook hebben ze recht op maatschappelijke begeleiding, zoals het bijstaan in de contacten met instanties en financiële zaken zoals belastingspreekuur en hulp bij het betalen van rekeningen.
De werkzaamheden op collectief niveau betreffen lobby-activiteiten en maatschappelijke bewustwordingscampagnes, onder meer op het gebied van rechtvaardige asielprocedures, verbetering van wet- en regelgeving en bestrijden van vooroordelen.

## Consultatieve status VN
In augustus 2008 verwierf VluchtelingenWerk Nederland een speciale consultatieve status bij de Economische en Sociale Raad van de Verenigde Naties (ECOSOC). Sindsdien kan VluchtelingenWerk Nederland zich ook internationaal inzetten voor het agenderen van de vluchtelingenproblematiek bij de VN.
De speciale consultatieve status wordt verleend aan ngo's met speciale deskundigheid en activiteiten die overeenkomen met een aantal aandachtspunten van ECOSOC. VluchtelingenWerk Nederland is tot dusver de enige Nederlandse vluchtelingenorganisatie met deze status.

## Organisatie
De Vereniging VluchtelingenWerk Nederland bestaat uit het landelijk bureau in Amsterdam en 5 regionale stichtingen (zelfstandige rechtspersonen):
- Noord-Nederland
- Oost-Nederland
- West en Midden-Nederland
- Zuid-Nederland
- Zuidwest-Nederland

Alle regionale stichtingen hebben een groot aantal locaties van waaruit de vluchtelingen en asielzoekers op gemeenteniveau worden geholpen. VluchtelingenWerk is ook actief in alle asielzoekerscentra. Directe aansturing van de locaties gebeurt vanuit de hoofdkantoren van de regionale stichtingen, waar bijvoorbeeld scholing voor de vrijwilligers wordt georganiseerd. Het landelijke bureau faciliteert alle activiteiten, verzorgt de landelijke ICT-helpdesk, organiseert landelijke publiekscampagnes, functioneert als inhoudelijke helpdesk voor de regionale stichtingen: specialistische juridische kennis en achtergrondinformatie over de landen van herkomst kan daar verkregen worden.
In 2021 wordt gewerkt aan het omvormen tot 1 stichting met 3 directies, 1 raad van toezicht, 1 tweehoofdig bestuur en een directieteam van vier directeuren die drie directies aansturen. Deze drie directies zullen ieder weer bestaan uit teams die worden aangestuurd door managers.
VluchtelingenWerk is actief in 90% van de Nederlandse gemeenten.

## RefugeeHelp.nl
De komst van Oekraïense vluchtelingen naar Nederland in 2022-2023 zorgde bij VluchtelingenWerk voor een omslag. Vele Oekraïners werden niet gehuisvrest in azc’s, maar kregen onderdak in lege woonzorgcentra, bij Nederlanders thuis of in hotels. Mede daarom werd de speciale website RefugeeHelp.nl in het leven geroepen, met allerlei praktische informatie over huisvesting, onderwijs, werk en regelgeving. Zo konden Oekraïense vluchtelingen 24 uur per dag op zoek naar informatie en hielden zij zelf zoveel mogelijk de regie in eigen hand houden.

## Inkomsten
De inkomsten van VluchtelingenWerk Nederland zijn grotendeels afkomstig van donateurs. Daarnaast ontvangt de vereniging financiële steun van de Nationale Postcode Loterij. De landelijke organisatie krijgt bovendien subsidie van het ministerie van Justitie en van het Europees Vluchtelingenfonds (EVF). Regionale Stichtingen van VluchtelingenWerk ontvangen voor het werk in de gemeenten subsidie van gemeenten, bijvoorbeeld door bijdragen uit inburgeringsbudgetten die de gemeenten beschikbaar hebben. De afdelingen in de opvangcentra krijgen ook financiële steun van de Raden voor de Rechtsbijstand.
De vereniging VluchtelingenWerk Nederland is voor de belastingdienst een algemeen nut beogende instelling.